# Hannes Tkotz
Hans „Hannes“ Tkotz (* 26. November 1925 in Gleiwitz, Oberschlesien; † 2. April 2017) war ein deutscher Fußballspieler, der als Aktiver von Hannover 96 im Jahr 1954 die deutsche Fußballmeisterschaft errungen hat.

## Laufbahn
Der Stürmer kam 1949 vom TSV Wennigsen zu Hannover 96, für den er bis 1959 spielte. Dabei schoss er in insgesamt 241 Pflichtspielen für Hannover 106 Tore. In der Fußball-Oberliga Nord wird er mit 227 Ligaspielen und 99 Toren geführt und nimmt dadurch in der internen 96er-Rangliste hinter Heinz Wewetzer (254/102) den zweiten Platz ein. In seinem ersten Oberligajahr 1949/50 unter seinem Trainer Robert Fuchs absolvierte der technisch versierte und beidfüßig schussstarke Angreifer alle 30 Ligaspiele und erzielte an der Seite des damaligen Torjägers Erich Loth (30/18) zehn Tore. Ab der Runde 1952/53 übernahm bei den „Roten“ Helmut Kronsbein das Traineramt. Im Jahr der Fußballweltmeisterschaft 1954 in der Schweiz holte sich Hannover 96 mit sieben Punkten Vorsprung vor St. Pauli die Meisterschaft in der Oberliga Nord. Tkotz führte mit 19 Treffern die interne Torschützenliste an. In der verkürzten Endrunde setzte sich der Nordmeister gegen den Berliner SV 92 und den VfB Stuttgart durch und traf dann im Finale am 23. Mai 1954 in Hamburg auf den hohen Favoriten 1. FC Kaiserslautern. Fast mit dem Halbzeitpfiff von Schiedsrichter Schmetzer egalisierte Tkotz in der 45. Minute die 1:0-Führung der Lauterer. Der 5:1 Triumph gegen die Walter-Elf war eine große Überraschung und der größte Erfolg, den Tkotz in seiner Karriere erlebte. Im Oktober und November 1953 hatte er zwei Spiele in der NFV-Auswahl bestritten. Einmal gegen die Westauswahl und am 21. November in Hamburg gegen die B-Nationalmannschaft. Im Messepokal 1958/59 war er in den zwei Spielen gegen den AS Rom aktiv. 1954 und 1956 bestritt er elf Einsätze in der Endrunde zur deutschen Fußballmeisterschaft, in denen er sieben Tore schoss. Sein letztes Oberligaspiel bestritt die ausgemachte Stimmungskanone am 15. Februar 1959 bei der 0:1-Heimniederlage gegen den VfV Hildesheim. Der Angriff setzte sich dabei aus Heinz Wewetzer, Friedel Schicks, Tkotz, Wilfried Schott und Georg Kellermann zusammen.
Er ging danach als Spielertrainer nach Gehrden und trainierte später am Ende der sechziger Jahre unter anderem den BSV Gleidingen und den SV Gehrden.